# Bernhard Rohrbacher
Bernhard Rohrbacher (* 15. September 1965 in Merchweiler) ist ein ehemaliger deutscher Fußballspieler.

## Karriere
Der vom SC Wemmetsweiler gekommene Jugendspieler Rohrbacher stand bereits in der Saison 1982/83 im Kader des 1. FC Saarbrücken, die von Trainer Uwe Klimaschefski betreut wurden. In der Oberliga kam er nicht zum Einsatz, Saarbrücken stieg in die 2. Bundesliga auf. Doch auch in den nächsten Jahren kam er nicht zum Zuge. Rohrbacher kam erst in der Saison 1985/86 zu seinem Profidebüt. Saarbrücken spielte zu diesem Zeitpunkt in der  Bundesliga.  Am 6. Spieltag wurde er zur 2. Halbzeit gegen den VfB Stuttgart eingewechselt und bereits in der 77. Spielminute wieder ausgewechselt. Er bestritt kein weiteres Bundesligaspiel mehr, Saarbrücken wurde Vorletzter und stieg ab. In den beiden folgenden Jahren spielte er regelmäßig und kam auch zu seinen ersten Treffern, in der Zeit erzielte er zehn Tore in 56 Spielen. Anschließend war er noch Ergänzungsspieler und wurde gelegentlich eingesetzt. In der Saison 1991/92 steuerte er einen Einsatz im Team von Trainer Peter Neururer zum Aufstieg bei. 1994 wechselte er zu SV Elversberg und 1998 zu Rot-Weiß Hasborn, dort spielte er in der Verbandsliga Saar und in der Oberliga Südwest. Bei Hasborn wurde für seine letzten beiden Jahre zum Trainer und betreute die Mannschaft parallel zu seiner Spieler Tätigkeit. Ab 2009 betreut er die A-Jugend den 1. FC Saarbrücken.